# Останнє метро
«Останнє метро» (фр. «Le Dernier Métro») — французька історична кінодрама 1980 року сценариста та режисера Франсуа Трюффо, із Катрін Денев та Жераром Депардьє у головних ролях.

## Сюжет
Основна дія фільму — Париж під час німецької окупації у Другій світовій війні. Головні дійові особи фільму — Маріон Стайнер (Катрін Денев) і її чоловік, єврей. Ховаючись від німців у підвалі театру, він доручає керування театром своїй дружині, яка знаходить іншого актора — Бернара (Жерар Депардьє) на головну чоловічу роль. З часом Маріон і Бернар закохуються і вона мусить зробити нелегкий вибір між чоловіком і молодим актором, який до того, ще й член антифашистського підпілля.

## У ролях
- Катрін Денев — Маріон Штайнер
- Жерар Депардьє — Бернар Гранже
- Андреа Ферроль — Арлетт Гійом
- Полетт Дюбо — Жермен Фабр
- Жан-Луї Рішар — Даксіят
- Моріс Ріш — Раймон Бурсьє
- Сабін Одепен — Надін Марсак
- Гайнц Бенне — Лукас Штайнер
- П'єр Біло — роль другого плану
- Роза Тьєрі — мати Жако
- Жакоб Вайсблут — роль другого плану
- Марсель Бербер — Мерлін
- Рене Дюпре — мсьє Валентен
- Жан Пуаре — Жан-Лу Коттен
- Ласло Сабо — Берген, лейтенант
- Жан-Жосе Ріше — Рене Бернардіні
- Рішар Борінже — офіцер гестапо
- Крістіан Бальтосс — дублер Бернара
- Ален Тасмамарк — роль другого плану
- Рената Флорес — Грета Борг, німецька співачка
- Од Лорін — роль другого плану
- Енія Сушар — Івон де Шамберме

## Знімальна група
- Режисер — Франсуа Трюффо
- Сценаристи — Франсуа Трюффо, Сюзанн Шиффман, Жан-Клод Грюмбер
- Оператор — Нестор Альмендрос
- Композитор — Жорж Дельрю
- Художник — Жан-П'єр Когут-Свелко
- Продюсер — Франсуа Трюффо

## Комерційний успіх
«Останнє метро» стало одним із найуспішніших фільмів Франсуа Трюффо, зібравши в США 3 007 436 доларів. У Франції стрічка мала 3 384 045 переглядів, що зробило її однією з найуспішніших фільмів режисера у його рідній країні.

## Нагороди
1981 року фільм отримав 10 «Сезарів» за: найкращий фільм, найкращого актора (Жерар Депардьє), найкращу жіночу роль (Катрін Денев), найкращу операторську роботу, найкращу режисерську роботу (Франсуа Трюффо), найкращий монтаж, найкращу музику, найкращий дизайн, найкращий звук та найкращий сценарій. Також була номінація на премію «Оскар» за «Найкращий іноземний фільм» та «Золотий глобус».